# Собутка (Кольський повіт)
Собутка (пол. Sobótka) — село в Польщі, у гміні Домб'є Кольського повіту Великопольського воєводства. Населення — 247 осіб (2011).
У 1975-1998 роках село належало до Конінського воєводства.

## Демографія
Демографічна структура станом на 31 березня 2011 року:
|          | Загалом | Допрацездатний вік | Працездатний вік | Постпрацездатний вік |
| -------- | ------- | ------------------ | ---------------- | -------------------- |
| Чоловіки | 124     | 17                 | 93               | 14                   |
| Жінки    | 123     | 21                 | 72               | 30                   |
| Разом    | 247     | 38                 | 165              | 44                   |